# Alessandro Porro (calciatore)
Alessandro Porro (Macerata, 29 giugno 1967) è un allenatore di calcio ed ex calciatore italiano, di ruolo centrocampista.

## Carriera
Cresce ed esordisce nel calcio professionistico con la Maceratese; quando i bianco-rossi retrocedono viene acquistato dal Fano che dopo una stagione lo mandano in prestito al Lanciano.
Torna al Fano e gioca un gran campionato tanto da essere preso dal Foggia che milita in Serie B. Nei due anni con i dauni viene allenato da Zdeněk Zeman che, dopo la vittoria del campionato cadetto nella stagione 1990-1991 lo fa anche esordire nella massima serie dove realizza anche una rete (in occasione della sconfitta esterna con l'Ascoli dell'8 marzo 1992).
Lascia la Puglia nell'estate del 1992 per approdare al Bologna dove gioca in due stagioni negative per i felsinei (la prima vede la retrocessione in Serie C1, nella seconda non viene centrata la promozione) e dove ritrova un suo ex compagno di squadra alla "rata" :Carlo Troscè. In seguito la sua carriera è ricca di partecipazioni a campionati professionistici con diverse squadre tra cui il Sora, il Chieti, la Massese e il Trapani.
Dopo alcuni anni in Eccellenza con squadre della Provincia di Macerata, chiude definitivamente la sua lunga carriera da capitano della rata.
In carriera ha totalizzato complessivamente 21 presenze ed una rete in Serie A e 51 presenze e 3 reti in Serie B.
Dal 2011 è docente della Figc
Dal 2022 responsabile scuola calcio della Maceratese

## Palmarès

### Giocatore

#### Competizioni nazionali
- Campionato italiano di Serie B: 1

Foggia: 1990-1991
- Campionato italiano di Serie C2: 1

Fano: 1989-1990